# Astrová revoluce
Astrová revoluce (někdy též Chryzantémová revoluce, maďarsky Őszirózsás forradalom) byla revoluce v Maďarsku, která proběhla 28. až 31. října 1918.

## Průběh
V závěru října 1918, kdy v důsledku první světové války došlo k vojenskému i hospodářskému zhroucení Rakousko-Uherska, zesílily hlasy volající po ukončení války a osamostatnění Uher na habsburské monarchii. Když 23. října odstoupila vláda Sándora Wekerleho, sestavil vůdce Strany nezávislosti Mihály Károlyi Maďarskou Národní radu, v níž se za jeho předsednictví strana spojila se sociálními demokraty a radikálními buržoazními stranami. Mihály Károlyi pak ve svém dvanáctibodovém prohlášení požadoval okamžité uzavření separátního míru s Dohodou, provedení demokratických reforem, nezávislost a zachování územní celistvosti Uher.
28. října vyrazily davy demonstrantů z Pešti k Budínskému hradu, kde chtěly císařova zástupce arcivévodu Josefa Augusta donutit ke jmenování Károlyiho premiérem. Dav byl silou rozehnán a při střelbě tři demonstranti zemřeli. Situace eskalovala a následovaly další stávky a bouřlivé demonstrace, při nichž docházelo k ozbrojeným střetům mezi vládními jednotkami a levicovými radikály. Většina vojáků v Budapešti se však navzdory rozkazům přidala k nadšeným revolucionářům a Národní rada tak slavila triumf. 31. října byl Mihály Károlyi jmenován premiérem. Téhož dne byl maďarskými vojáky usmrcen bývalý uherský premiér István Tisza ztělesňující starý režim. 16. listopadu byla vyhlášena Maďarská republika a Károlyi se stal prvním prezidentem.
Jako Astrová byla revoluce pojmenována podle květů aster, které se ve městě před dušičkami ve velkém prodávaly a kterými se namísto strhávaných odznaků monarchie dekorovali vojáci, kteří se přidávali k revolucionářům.